# Asamblea Nacional Constituyente de Venezuela de 2017
La Asamblea Nacional Constituyente de 2017 fue la asamblea constituyente, encargada de redactar una nueva Constitución para Venezuela que finalmente no presentó, ni discutió, asumiendo facultades plenipotenciarias por encima de los demás poderes públicos del Estado. Su vigencia abarcó más de 3 años, desde el 4 de agosto de 2017 hasta el 18 de diciembre de 2020. Fue promovida por el mandatario Nicolás Maduro el 1 de mayo de 2017 mediante decreto presidencial N° 2830, el cual contemplaba la convocatoria y las bases comiciales.
Después de su establecimiento, muchos países, incluyendo los miembros del Grupo de Lima y de la Unión Europea, desconocieron a la asamblea. Sin embargo, países aliados del gobierno venezolano reconocieron los resultados, incluyendo a Bolivia, Cuba, Irán, Nicaragua, Rusia y Siria.
El 30 de julio fueron realizadas elecciones para escoger a los 545 constituyentes que la conformarían y el 4 de agosto se instaló formalmente en el Salón Elíptico del Palacio Federal Legislativo (también sede de la Asamblea Nacional).
En sus inicios fueron juramentados Delcy Rodríguez como presidenta de la ANC, Aristóbulo Istúriz como primer vicepresidente, Isaías Rodríguez como segundo vicepresidente, Fidel Ernesto Vásquez Iriarte como Secretario de la ANC y Carolys Pérez como subsecretaria. Su duración quedó fijada por un lapso de dos años, decisión tomada por los propios constituyentes. Y se estableció su hemiciclo de sesiones en el Salón Protocolar del Capitolio Federal, donde funcionaba el antiguo Senado del extinto Congreso de la República.
En el principio estuvo conformada por 545 integrantes pero para enero de 2018, esta perdió al menos 40 miembros que fueron llamados a ocupar cargos como alcaldes o gobernadores, tomando en cuenta además el deceso de dos de ellos: Tomás Lucena, quien fue asesinado, y Dionisia Mijoba, que falleció de causas naturales.
Aunque inicialmente se planteó que la Asamblea Constituyente tendría una vigencia de dos años, el 2° presidente del organismo, Diosdado Cabello, reiteró que ese lapso podía ser prolongado en caso de ser necesario. El 21 de mayo de 2019 la asamblea aprobó un decreto mediante el cual extendía su vigencia al menos hasta el 31 de diciembre de 2020. El 15 de diciembre de 2020, Cabello fijó como fecha de disolución de la ANC tres días después, el 18 de diciembre argumentando que cumplió todos sus objetivos, exceptuando el de crear una nueva Constitución.

## Antecedentes
En 1999, el presidente Hugo Chávez propuso una convocatoria a referéndum para preguntarle al pueblo venezolano si estaba de acuerdo con convocar a una Asamblea Nacional Constituyente que reformara la constitución vigente, acto que se llevó a cabo el 25 de abril de ese año, resultando aprobada por votación popular. Tres meses después, en julio de 1999, el Consejo Nacional Electoral llamó a elecciones de constituyentistas. Este proceso fue inédito en la historia política venezolana.

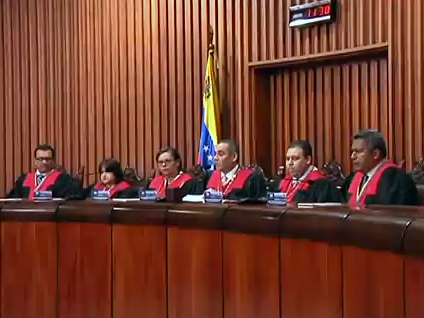
Reunión del TSJ el 28 de marzo de 2017.

El 29 de marzo de 2017 el Tribunal Supremo de Justicia (TSJ) dicta la decisión 155 y 156 mediante la cual se atribuye a sí mismo las funciones de la Asamblea Nacional (AN) y se extienden los poderes del presidente de la República, Nicolás Maduro, según la Sala Constitucional «hasta que desista la situación de desacato» del parlamento.
Al momento de darse las sentencias, la reacción de la Asamblea Nacional, así como de varios organismos internacionales y de la región, fue mayoritariamente negativa. Algunos calificaron dichas acciones como un "autogolpe de Estado" y que se estaba "disolviendo a la AN", lo que suscitó protestas en Caracas y otras ciudades del país. Ante dichas acusaciones (y antes de la anulación de las sentencias), el TSJ afirmó que sus acciones no estaban disolviendo la Asamblea, sino que "estarían supliendo sus labores" hasta que esta hiciera los procedimientos necesarios para salir de su estado de desacato.
La fiscal general Luisa Ortega Díaz, representante del Ministerio Público (MP), manifestó su desacuerdo ante las medidas, adoptadas por el alto tribunal tachándolas de "ruptura del orden constitucional", lo que fue entendido como un "breve conflicto" entre los poderes públicos tradicionalmente aliados al Poder Ejecutivo Nacional.
El presidente Maduro (quien calificó el roce entre el MP y el TSJ como un "impase") convocó a un Consejo de Seguridad de la Nación el día 31 de marzo, para discutir la situación con los entes públicos (a excepción de la Asamblea Nacional y la Fiscalía General), cumpliendo con el artículo 323 de la Constitución. El presidente de la Asamblea Nacional de Venezuela, Julio Borges, quien fue invitado a participar, no asistió La fiscal general de la República, Luisa Ortega Díaz, quien horas antes había catalogado el hecho como una "ruptura del orden constitucional”, tampoco asistió. Después de esta convocatoria el 1 de abril el Tribunal Supremo de Justicia publicó las sentencias 157 y 158 rectificando sobre las sentencias 155 y 156.
Finalmente el 2 de abril, el presidente Nicolás Maduro señaló este "impase" como una muestra de "plena independencia" de poderes en Venezuela, posición contrariada por analistas jurídicos y políticos para quienes la propia actuación de la sala constitucional del TSJ ante el Consejo de Defensa de la Nación ratificaba su falta de independencia.
Posteriormente, se realizaron protestas que exigieron la renuncia de los magistrados, la realización de elecciones postergadas y el adelanto de las elecciones presidenciales previstas para 2018.
La fiscal no de acuerdo con diferentes decisiones equivocadas por parte de TSJ, el día 12 de junio solicita la impugnación y anular el nombramiento de 13 magistrados y 21 suplentes designados el 23 de diciembre de 2015 por la AN con mayoría oficialista, pues tal nombramiento estuvo viciado por no haberse realizado según el procedimiento establecido en la LOTSJ, al mismo tiempo que pide a los magistrados impuganos inhibirse de la causa según lo establecido en los artículos 55, 56 y 57 eiusdem. El TSJ nuevamente denegó la petición de la Fiscal sin dar explicaciones de fondo de su decisión.

## Directivas
| N.º | Presidente | Presidente | Presidente       | Partido                               | Inicio del mandato  | Fin del mandato         | Primer/a vicepresidente/a | Primer/a vicepresidente/a                                                                       | Segundo/a vicepresidente/a                        | Secretario/a              | Subsecretario/a           |
| --- | ---------- | ---------- | ---------------- | ------------------------------------- | ------------------- | ----------------------- | ------------------------- | ----------------------------------------------------------------------------------------------- | ------------------------------------------------- | ------------------------- | ------------------------- |
| 1   |            |            | Delcy Rodríguez  | Movimiento Somos Venezuela            | 4 de agosto de 2017 | 14 de junio de 2018     |                           | Aristóbulo Istúriz (2017) Elvis Amoroso (2017) Aristóbulo Istúriz (2017-2018) Tania Díaz (2018) | Isaías Rodríguez (2017) Elvis Amoroso (2017-2018) | Fidel Vásquez (2017-2020) | Carolys Pérez (2017-2020) |
| 2   |            |            | Diosdado Cabello | Partido Socialista Unido de Venezuela | 14 de junio de 2018 | 18 de diciembre de 2020 |                           | Tania Díaz (2018-2020)                                                                          | Gladys Requena (2018-2020)                        | Fidel Vásquez (2017-2020) | Carolys Pérez (2017-2020) |

## Comisiones permanentes
Comisiones permanentes durante la vigencia de la Asamblea Nacional Constituyente.
| Comisión | Presidente             | Vicepresidente            |
| --- | ---------------------- | ------------------------- |
| Comisión Permanente Constitucional                                                                                         | Hermann Escarrá        | Rosa León                 |
| Comisión de Economía Diversificada y Productiva                                                                            | Eduardo Piñate         | Orlando Camacho           |
| Comisión de Relaciones Internacionales                                                                                     | Adán Chávez            | Saúl Ortega               |
| Comisión Pública Nacional                                                                                                  | Pedro Carreño          | Edinson Alvarado          |
| Comisión de Justicia y Tutela Efectiva                                                                                     | Andrés Eloy Méndez     | Julio García              |
| Comisión para la Diversidad, Tolerancia, y Convivencia Pacífica                                                            | Earle Herrera          | Taína González            |
| Comisión de Derechos Humanos y Garantías Constitucionales                                                                  | María Alejandra Díaz   | Alexis Corredor           |
| Comisión de Comunicación e Información                                                                                     | Tania Díaz             | Roque Valero              |
| Comisión de Misiones y Grandes Misiones Sociales                                                                           | Juan Carlos Alemán     | David Freites             |
| Comisión de los Derechos y Garantías de la Juventud                                                                        | Mervin Maldonado       | Eirimar Malavé            |
| Comisión de la Mujer y Equidad de Género                                                                                   | María León             | Marelis Pérez Marcano     |
| Comisión de las Personas con Discapacidad                                                                                  | Emilio Colina          | María Gabriela Vega       |
| Comisión de los Adultos Mayores y Pensionados                                                                              | Gladys Requena         | Rafael Argotty            |
| Comisión de Educación, Ciencia y Tecnología                                                                                | Haydee Huérfano        | Ricardo Sánchez           |
| Comisión de Identidad Cultural                                                                                             | Óscar Alvarado         | Juan Escalona             |
| Comisión para la Protección Integral del Ambiente y una Cultura Ecológica para el Derecho al Ambiente y la Calidad de Vida | Ricardo Colina         | María Gabriela Villarroel |
| Comisión de Soberanía, Integridad Territorial                                                                              | Gerardo Márquez        | Frang Morales             |
| Comisión del Sistema de Defensa y de la Fuerza Armada Nacional Bolivariana                                                 | Euclides Campos Aponte | Gilberto Pinto Blanco     |
| Comisión de los Pueblos Indígenas                                                                                          | Aloha Núñez            | Clara Vidal               |
| Comisión para la Consolidación de la Democracia Participativa, las Comunas y los Consejos Comunales                        | Julio Chávez           | Noris Herrera             |
| Comisión de Trabajadores y Trabajadoras                                                                                    | Francisco Torrealba    | Diva Guzmán               |
| |                        |                           |

## Miembros de la comisión presidencial
La Comisión Presidencial para la Constituyente estuvo coordinada por Elías Jaua y como secretario Adán Chávez, y sus miembros fueron:
| Miembro            | Partido | Cargo para en ese momento en el gobierno                                 |
| ------------------ | ------- | ------------------------------------------------------------------------ |
| Elías Jaua         | PSUV    | Ministro de Educación                                                    |
| Diosdado Cabello   | PSUV    | Diputado y expresidente a la Asamblea Nacional de Venezuela              |
| Adán Chávez        | PSUV    | Ministro de Cultura                                                      |
| Isaías Rodríguez   | PSUV    | Embajador de la República Bolivariana de Venezuela en Italia             |
| Aristóbulo Istúriz | PSUV    | Ministro del Poder Popular para las Comunas y los Movimientos Sociales   |
| Hermann Escarrá    | PSUV    | Asesor del gobierno y abogado constitucionalista                         |
| Earle Herrera      | PSUV    | Diputado a la Asamblea Nacional de Venezuela                             |
| Iris Varela        | PSUV    | Ministra del Poder Popular para el Servicio Penitenciario de Venezuela   |
| Noelí Pocaterra    | PSUV    | Secretaria de pueblos y comunidades indígenas de la gobernación de Zulia |
| Cilia Flores       | PSUV    | Diputada a la Asamblea Nacional de Venezuela y primera dama              |
| Delcy Rodríguez    | PSUV    | Exministra del Poder Popular para Relaciones Exteriores de Venezuela     |
| Francisco Ameliach | PSUV    | Gobernador de Carabobo                                                   |

## Elecciones
El 1 de mayo de 2017 Nicolás Maduro convoca una Asamblea Nacional Constituyente con violación a la Constitución al no ejecutar una consulta popular contando con el aval del juez constitucional del Tribunal Supremo de Justicia a través de la sentencia signada con el número 378, mediante el decreto N.º 2830 firmado por el presidente Nicolás Maduro y el Consejo de Ministros los integrantes de la Asamblea Nacional Constituyente serían elegidos mediante voto universal, directo y secreto (artículo 2), en un ámbito territorial y sectorial, bajo el control del Consejo Nacional Electoral (CNE).
El CNE propuso como fecha de las elecciones a la Asamblea Nacional Constituyente (ANC) el 30 de julio. El 4 de junio la presidenta del CNE, Tibisay Lucena, informó que se inscribieron 18 976 candidaturas para las elecciones territoriales, y 35 438 para las elecciones sectoriales, las cuales elegirían 364 y 173 representantes, respectivamente, además de 8 representantes indígenas, para un total de 545 constituyentes.
El 7 de junio el órgano electoral informó que fueron incorporadas modificaciones a las bases comiciales, la presidenta del CNE, Tibisay Lucena, precisó que en la modificación quedó plasmado de forma clara un artículo que exhortaba a la ANC a que los acuerdos resultantes de sus deliberaciones fuesen sometidos a consulta a través de un referendo y ratificó el 30 de julio como fecha de los comicios.
El 16 de junio, durante una consulta popular convocada por la Asamblea Nacional, el gobierno organizó en contraparte un simulacro de elección para la Asamblea Constituyente. Según el diputado Henry Ramos Allup, 203 032 personas participaron en dicha simulación, mientras que en la consulta popular participaron más de 7 millones de ciudadanos.
El gobierno invitó a la oposición a participar en el proceso pero fueron muy pocos los electores, las mesas se mantuvieron solas durante las votaciones. Un día después, Nicolás Maduro ordenó la captura de varios líderes opositores como Leopoldo López y Antonio Ledezma por considerar que violaron las restricciones de su arresto domiciliario. Posteriormente Maduro dijo a la oposición: "Ríndanse, están derrotados".
El 30 de julio se realizaron las elecciones de los candidatos a la Asamblea Nacional Constituyente, en primer boletín emitido por la presidenta del CNE, se informó que participaron 8.089.320 de venezolanos, lo que representa el 41,53 % del padrón electoral. Sin embargo, según Julio Borges, presidente de la Asamblea Nacional, quien habla de un "fraude evidente", habrían participado solo unos tres millones de venezolanos. Antonio Mugica, representante de Smartmatic,  la empresa a cargo del sistema electrónico de votación, en una conferencia de prensa en la ciudad de Londres advirtió que habían detectado una diferencia de al menos un millón de votos. En sus palabras, "la diferencia entre la cantidad anunciada y la que arroja el sistema es de al menos un millón de electores". Hizo estas declaraciones desde el exterior para evitar represalias por parte del gobierno junto a él otros 20 gerentes que salieron del país, nunca más volvió a Venezuela.

## Fundamentos jurídicos
La Constitución de Venezuela de 1999 contempla la convocatoria de una Asamblea Nacional Constituyente. Especialmente en los artículos 347, 348 y 349 citados a continuación:
| Artículo 347 |
| --- |
| El pueblo de Venezuela es el depositario del poder constituyente originario. En ejercicio de dicho poder, puede convocar una Asamblea Nacional Constituyente con el objeto de transformar el Estado, crear un nuevo ordenamiento jurídico y redactar una nueva Constitución. |

| Artículo 348 |
| --- |
| La iniciativa de convocatoria a la Asamblea Constituyente podrán tomarla el Presidente o Presidenta de la República en Consejo de Ministros; la Asamblea Nacional, mediante acuerdo de la dos terceras partes de sus integrantes; los Consejos Municipales en cabildo, mediante el voto de las dos terceras partes de los mismos; o el quince por ciento de los electores inscritos y electoras inscritas en el registro civil y electoral. |

| Artículo 349 |
| --- |
| El Presidente o Presidenta de la República no podrá objetar la nueva Constitución. Los poderes constituidos no podrán en forma alguna impedir las decisiones de la Asamblea Nacional Constituyente. Una vez promulgada la nueva Constitución, ésta se publicará en la Gaceta Oficial de la República Bolivariana de Venezuela o en la Gaceta de la Asamblea Nacional Constituyente. |

Sin embargo, existen juristas que sostienen que el artículo 348 no faculta al presidente para convocar la ANC, solo le permite tener la iniciativa de tal proceso y que solo el pueblo tiene la potestad de convocarla, en virtud del artículo 347 constitucional. La mayoría de las encuestas de interés nacional afirman que una extensa mayoría de la población civil concuerda con dicha interpretación, y que por ello rechazan la convocatoria ejercida por el presidente Maduro.

## Actividad

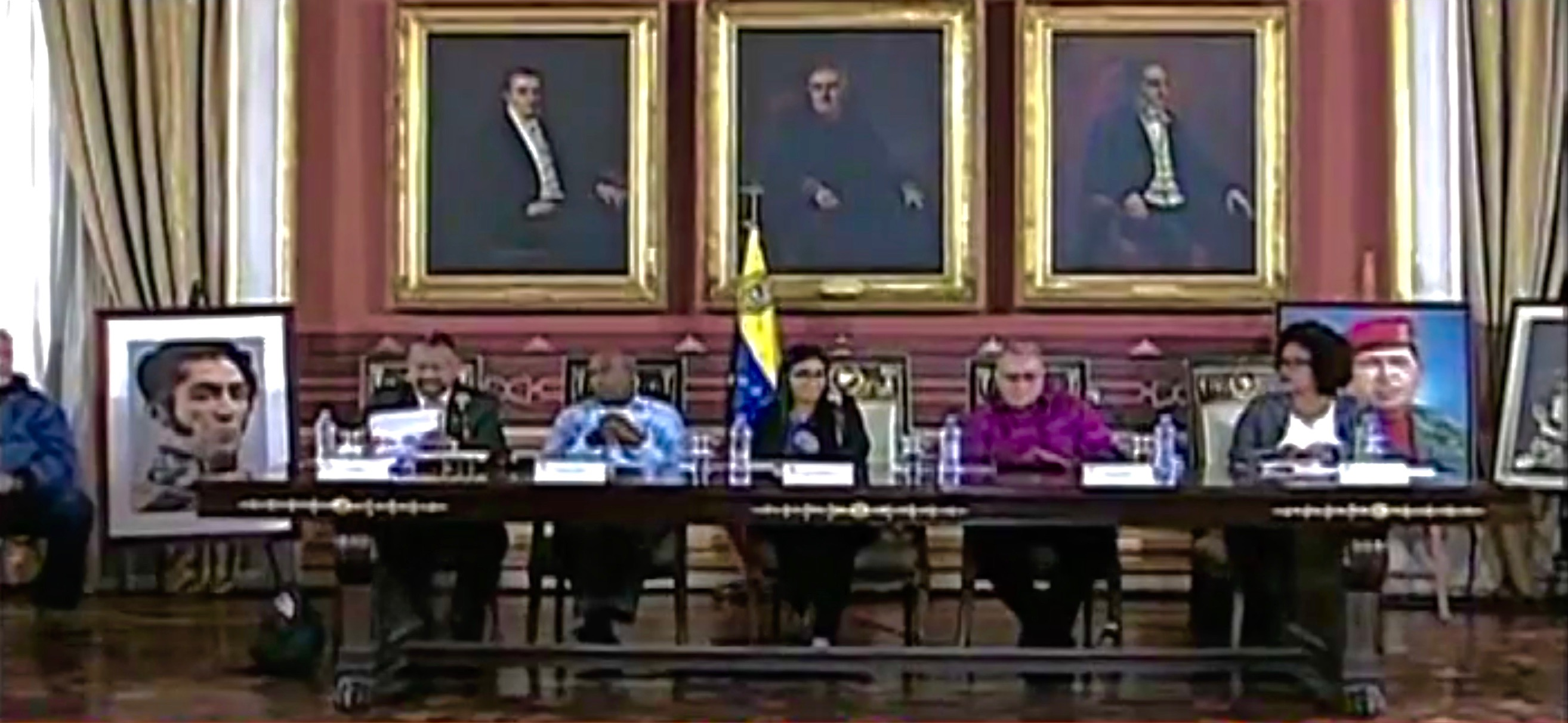
Asamblea Constituyente durante su primera sesión en el Salón Elíptico del Palacio Federal Legislativo.

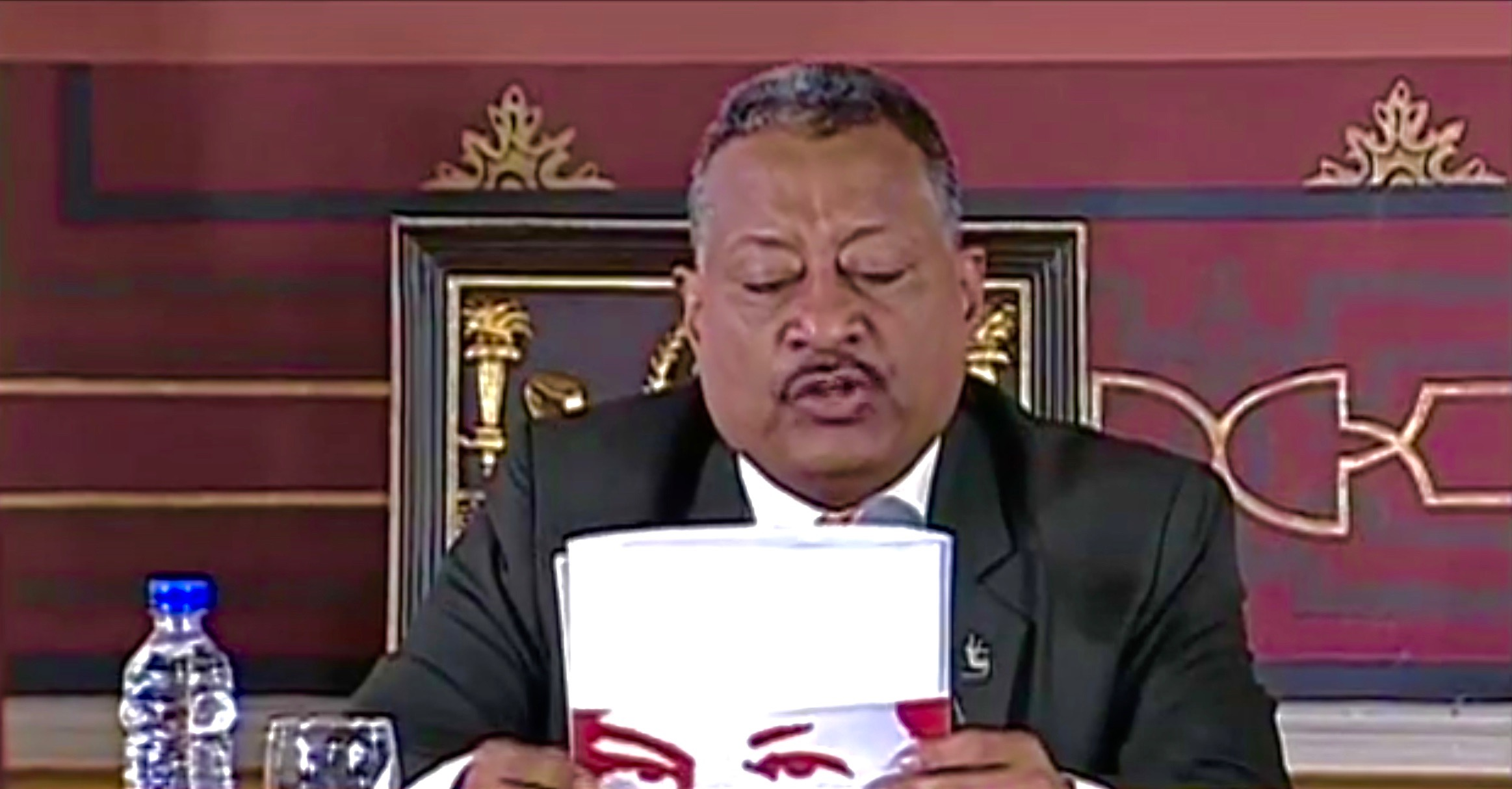
El secretario Fidel Vásquez durante la primera sesión de la Asamblea Constituyente.

### Allanamiento de inmunidad parlamentaria de diputados
Para agosto de 2018, la Asamblea Nacional Constituyente había allanado la inmunidad parlamentaria de cuatro diputados. El 5 de agosto de 2017, la Asamblea Constituyente levantó la inmunidad parlamentaria que gozaba el diputado y esposo de la fiscal destituida Germán Ferrer por presuntos casos de corrupción, sin la aprobación de la Asamblea Nacional, cuyo poder es el único facultado para realizar tal acción.
El 6 de noviembre de 2017 la Asamblea Constituyente autorizó el enjuiciamiento del diputado opositor y primer vicepresidente de la Asamblea Nacional Freddy Guevara, refugiado en la embajada de Chile en Caracas, luego de que el Tribunal Supremo de Justicia pidiera a al órgano levantarle la inmunidad. La Constituyente decidió “autorizar la continuación del enjuiciamiento” de Guevara, vicepresidente del Parlamento de mayoría opositora, por presunta instigación a la violencia y asociación para delinquir. El presidente del parlamento Julio Borges rechazó esta acción y acotó que la única instancia autorizada para remover la inmunidad es la misma Asamblea Nacional.
El 7 de agosto de 2018 se acusó al parlamentario Juan Requesens junto al también diputado y expresidente de la Asamblea Nacional  Julio Borges, ambos pertenecientes al partido Primero Justicia, de estar presuntamente involucrados en el atentado contra Nicolás Maduro; Diosdado Cabello presidente de la ANC anunció que se trataría el retiro del fuero parlamentario «a diputados implicados en el magnicidio.» El día siguiente la Fiscalía General pidió al Tribunal Supremo de Justicia emitir sentencia para dar pie a la remoción de la inmunidad parlamentaria de Requesens y Borges, la cual fue efectuada y remitida a la Asamblea Nacional Constituyente, quien lo aprobó.

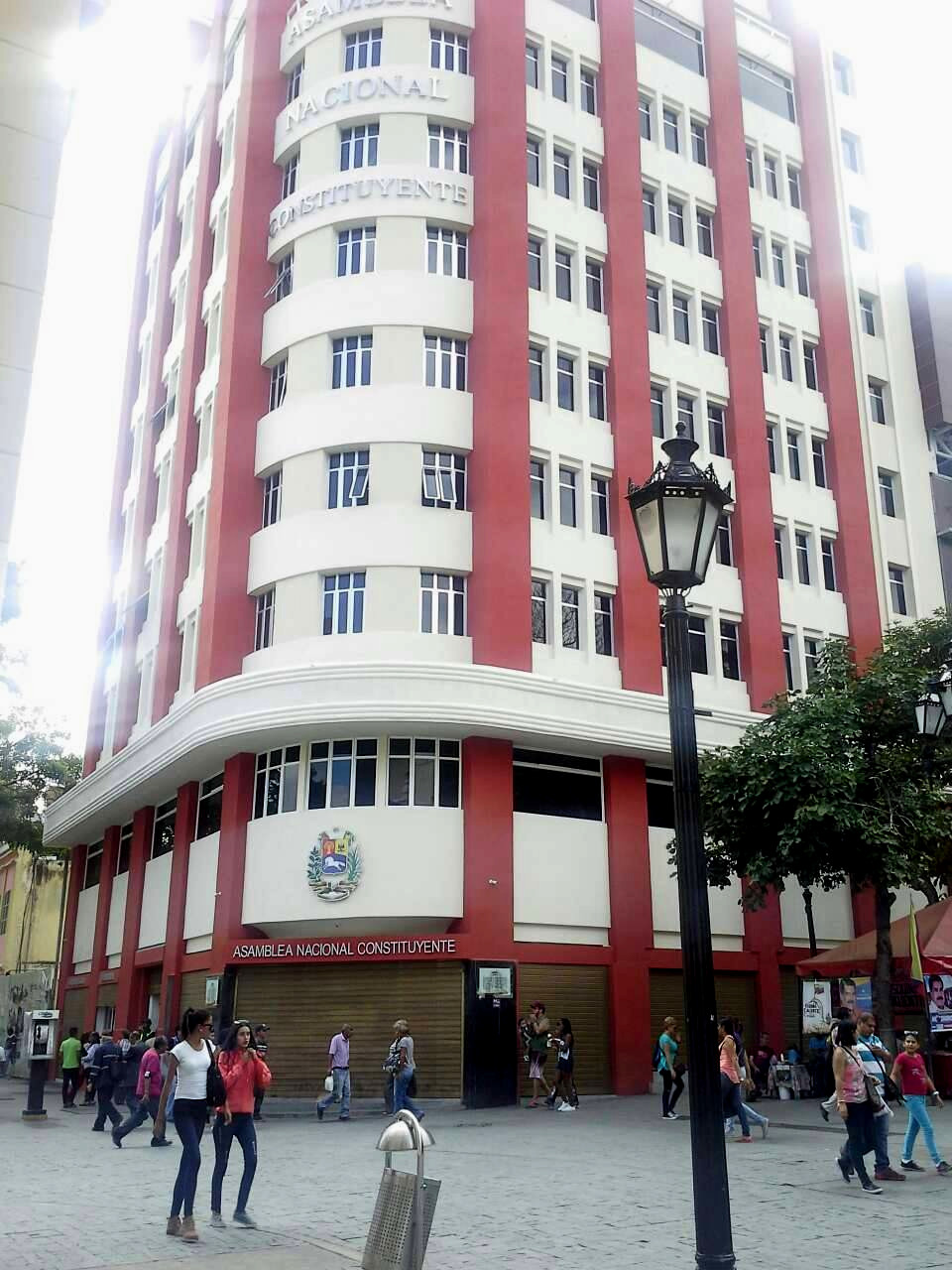
Edificio La Francia, sede administrativa de la Asamblea Constituyente.

### Destitución de la fiscal general
Una de las primeras medidas adoptadas por la ANC, el 5 de agosto, fue la destitución de la fiscal general Luisa Ortega Díaz, que estaba previamente suspendida por el Tribunal Supremo de Justicia. Dada la destitución, la Guardia Nacional impidió a Ortega entrar en el edificio. Tarek William Saab, hasta entonces defensor del pueblo, fue nombrado nuevo fiscal general.

### Comisión de la Verdad, Justicia y Reparación de las Víctimas
El 16 de agosto comenzó a funcionar la Comisión de la Verdad, Justicia y Reparación de las Víctimas, creada por la ANC para estudiar los casos de violencia política entre 1999 y 2017. La comisión estaba dirigida por la presidenta de la ANC, Delcy Rodríguez. Entre 2002 y 2017 se crearon al menos 5 “comisiones de la verdad”, que no cumplieron con los estándares internacionales establecidos, al fungir más como mecanismos para simular y aparentar avances en la búsqueda de justicia, favoreciendo intereses políticos en lugar de los derechos de las víctimas. La Comisión creada en 2017 que designa en junio de 2018 a Tarek William Saab como presidente de la Comisión para la Verdad, es solo un ejemplo. Su estructura carecía de independencia, pues se trataba de un ente adscrito al Estado, cuyos miembros eran funcionarios, algunos de ellos incluso presuntos responsables por las violaciones que se pretendían investigar. Por otra parte, el objeto de las investigaciones se alejaba de los principios de imparcialidad y, por el contrario, se orientaba a investigar solo los hechos que fuesen favorables para el gobierno.

### Elecciones regionales y destitución del gobernador de Zulia
El constituyente Earle Herrera propuso en sesión extraordinaria de 11 de agosto de 2017 que las elecciones regionales pautadas para el 10 de diciembre fuesen adelantadas al mes de octubre, sin embargo la presidenta de la ANC Delcy Rodríguez decidió diferir la discusión de la propuesta para una siguiente sesión.
En la sesión del 12 de agosto se aprobó la propuesta y ANC procede a convocar las elecciones regionales.
Posteriormente el gobernador electo del estado Zulia, Juan Pablo Guanipa, decide no prestar juramento ante la Constituyente ya que consideraba era algo "contrario a la ley", la ANC había ordenado a que ningún Consejo Legislativo juramentara a quien no se subordinara a ella, por tal motivo pasado los 10 días máximos reglamentarios para su juramentación es destituido por el órgano legislativo estatal, designando a una gobernadora encargada y convocando nuevas elecciones, fijándose la fecha para el mismo día que las elecciones municipales.

### Elecciones municipales
Por decreto del 26 de octubre de 2017 la ANC ordenó la convocatoria a elecciones para las 335 alcaldías del país. Posteriormente el Consejo Nacional Electoral las programó para el 10 de diciembre.[cita requerida]
La ANC estableció que todos los alcaldes que resultaran electos debían juramentarse ante los constituyentes de cada estado para poder asumir sus funciones.

### Destitución de Isaías Rodríguez
El 26 de octubre de 2017 la ANC destituyó a Isaías Rodríguez, quien hasta entonces tenía el cargo de segundo vicepresidente en el ente, y fue sustituido por Elvis Amoroso. Esto ocurrió luego de que Rodríguez diera declaraciones en medio de una entrevista transmitida por la Agencia Venezolana de Noticias (AVN), donde reconoció que el organismo del que formaba parte no representaba la solución para los problemas sociales, económicos y políticos que sufría el país.

### Ley contra el Odio
La Ley contra el Odio fue aprobada por unanimidad por la Asamblea Constituyente el 8 de noviembre de 2017 con el propósito de promover "el reconocimiento de la diversidad, la tolerancia y el respeto recíproco, así como prevenir y erradicar toda forma de violencia, odio e intolerancia política". El proyecto de ley fue consignado a la Asamblea el 10 de agosto por el presidente Maduro. La ley establece penas de 20 años de cárcel, cierre de medios de comunicación y multas a empresas y medios electrónicos, entre otras sanciones. La ley es polémica y ha sido criticada en Venezuela, cuyos detractores señalan que está diseñada para penalizar la disidencia política al tipificarla como delito, que establece restricciones a la libertad personal y que promueve tanto la autocensura como la censura.

### Reforma de la ley de las Fuerzas Armadas
En diciembre de 2019 el General Padrino López entregó propuesta de reforma de ley de la Fuerza Armada a la ANC, la propuesta tiene como propósito darle a la Ley Orgánica de la FANB rango constitucional e incorporar a la milicia. El proyecto tiene como propósito darle a esta legislación rango constitucional e incorporar a la Milicia Bolivariana en el artículo 22 como “componente especial”. El 20 de enero de 2020 la Asamblea Constituyente aprueba la reforma a la Fuerza Armada Nacional Bolivariana (FANB), que incluye la integración de las milicias

### Ilegalización de partidos opositores
El 10 de diciembre de 2017 se llevaron a cabo las elecciones municipales que estaban pautadas legalmente para diciembre de 2016. En dichos comicios los principales partidos políticos opositores, Voluntad Popular y Primero Justicia, decidieron no participar debido a las pocas garantías electorales que ofrecía el CNE, pues según los presidentes de estos partidos, el CNE funciona como un miembro del gobierno chavista.
Luego de efectuadas las elecciones, Maduro amenazó a Voluntad Popular y Primero Justicia de impedir que participaran en las elecciones presidenciales previstas para 2018. "Voluntad Popular (VP) y Primero Justicia (PJ) han desaparecido del mapa político venezolano y hoy desaparecen totalmente porque partido que no haya participado hoy y haya llamado al boicot de las elecciones no puede participar más", afirmó el mandatario tras acudir a votar.
Ese es el criterio que la Asamblea Constituyente, controlada por el oficialismo, "ha esgrimido constitucional y legalmente", añadió sin dar más detalles.
El 20 de diciembre de 2017 la ANC estableció por decreto que los partidos que no participaron en elecciones anteriores debían volver a revalidarse ante el Consejo Nacional Electoral, a pesar de que ya lo habían hecho a principios de año.

### Eliminación de los Distritos Metropolitanos
El 20 de diciembre de 2017 la Asamblea Nacional Constituyente suprime por decreto ambos distritos metropolitanos, con el motivo de que "se alejaban de sus funciones".
Varios dirigentes de la oposición venezolana criticaron gravemente estos hechos por violación a la Constitución, a las leyes y por la cantidad de personas desempleadas debido a esta acción.

### Elecciones presidenciales, de Consejos Estadales y Municipales
El 23 de enero de 2018 la constituyente de Maduro decretó que las elecciones presidenciales previstas para finales de 2018, se realizarían antes del 30 de abril. El decreto de la constituyente fue rechazado por la oposición venezolana, OEA, mayoría de los países de América y todo el continente europeo, por haber sido convocadas estas elecciones por un organismo de cuestionable legalidad, además de que deroga la Constitución venezolana vigente aún al adelantar un proceso que legalmente está pautado para finales de 2018.
Posteriormente Diosdado Cabello, uno de los integrantes de la constituyente propuso adelantar las elecciones parlamentarias legalmente previstas para 2021, pues a su juicio el Parlamento venezolano dejó de existir a raíz de las sanciones ilegales que el TSJ le aplicó al órgano legislativo, anulando todas sus facultades constitucionales. Dicha proposición fue secundada por Nicolás Maduro, quien hizo entrega formal de la propuesta por escrito al polémico organismo, añadiendo a la propuesta de Cabello, la realización de elecciones de Consejos Estadales y Municipales.[cita requerida]
El 23 de febrero, Tibisay Lucena, presidenta del CNE, declaró en rueda de prensa que el día 22 de abril se harían solamente las elecciones presidenciales pues no estaban preparados técnicamente para realizar todas los comicios propuestos por Maduro. El 1 de marzo Lucena rectifica la fecha de los comicios, fijando para el 20 de mayo de 2018 la realización de las elecciones presidenciales conjuntamente con las elecciones de Consejos Estatales.
La mayoría de los países del continente americano y la totalidad de países que conforman Europa anunciaron que desconocerían los resultados de dichos comicios por ser ilegales y que quien resultara electo en los mismos, sería un gobernante de facto.

### Derogación del Régimen de Ilícitos Cambiarios
El 2 de agosto de 2018, mediante Decreto Constituyente publicado en la Gaceta Oficial N° 41.452, página 442.670, fue derogado el Decreto con Rango, Valor y Fuerza de Ley del Régimen Cambiario y sus Ilícitos, con lo cual se abre paso a la libre convertibilidad del bolívar con el libre comercio y libre negociación de las divisas en el país. Este Decreto Constituyente finaliza así el control cambiario que estuvo vigente durante quince años en el territorio nacional.

### Aprobación del Plan de la Patria 2019-2025
El 2 de abril del año 2019, después de ser sometido al debate de la plenaria; es aprobado por unanimidad de la plenaria quedando constituido por dos documentos esenciales para su divulgación en la Gaceta Oficial de Venezuela:
GOE-6.442: Ley Constituyente del Plan de la Patria.
GOE-6.446: Proyecto Nacional Simón Bolívar, Tercer Plan Socialista de Desarrollo Económico y Social de la Nación 2019-2025.

### Ley Antibloqueo
El 9 de octubre de 2020 la Asamblea Nacional Constituyente aprobó la Ley antibloqueo que le da poderes especiales al gobierno de Nicolás Maduro para vender empresas públicas y hacer nuevos contratos con empresas privadas. Se publica esta Ley Constitucional Antibloqueo para el Desarrollo Nacional y la Garantía de los Derechos Humanos por motivo del fracaso del socialismo siglo XXI implantado por Chávez desde 1999 y la crisis económica que atraviesa el país con una alargada hiperinflación desde el 2017 con más de 600 empresas públicas en crisis.

### Presunto borrador de constitución
Después de más de un año sin conocimiento sobre la constitución siendo redactada por la Asamblea Constituyente, el medio Panorama publicó un presunto borrador del texto constitucional compuesto por 411 artículos, contrastado con 350 artículos de la constitución de 1999, citando fuentes vinculadas a la Constituyente. Entre los cambios más importantes se destacarían la extensión del período presidencial por siete años, comparados con los seis años de la constitución vigentes, el establecimiento de Venezuela como un "Estado federal centralizado políticamente y desconcentrado administrativamente", a diferencia del "Estado federal descentralizado" y el cambio de redacción del artículo 350, el cual hace referencia a la desobediencia civil.
El borrador del texto constitucional también limita el derecho a la propiedad privada, a la libertad económica y al derecho de la ganancia,  además del derecho a la manifestación, la protestas y la libertad de expresión y constitucionaliza el control social. Es el primer borrador de texto constitucional con un preámbulo que contenía una mención política y partidista de Hugo Chávez, llamándolo "amado y eterno Comandante".
Hermann Escarrá en ese entonces indicó que el texto se inclinaba a incluir la forma de organización y gobierno de las comunas, la acogida a las llamadas milicias como un componente de las Fuerzas Armadas y la inclusión de un apartado para castigar severamente a quienes incurrieran en el delito de traición a la patria. Por su parte, Efecto Cocuyo publicó una lista oficial de los integrantes de la comisión de la Constituyente quienes se encargarían de la redacción del texto, conformada por 29 integrantes, 20 de los cuales eran constituyentes, el resto abogados, asesores y asistentes administrativos y presidida por Escarrá.
| Nombre                 | Cargo                    | Ámbito de elección        |
| ---------------------- | ------------------------ | ------------------------- |
| Hermann Escarrá        | Presidente               | Territorial Miranda       |
| Rosa León              | Vicepresidente           |                           |
| Robert Jiménez         | Director                 |                           |
| Cilia Flores           | Constituyente            | Distrito Capital          |
| Aidelys Oyón           | Constituyente            | Territorial Aragua        |
| María Travieso         | Constituyente            | Territorial Anzoátegui    |
| Rafael Tomasi          | Constituyente            | Territorial Guárico       |
| Arnoldo Avancini       | Constituyente            | Territorial Barinas       |
| Temistocles Salazar    | Constituyente            | Territorial Táchira       |
| Eliana Leal            | Constituyente            | Territorial Carabobo      |
| José Hidalgo           | Constituyente            | Territorial Cojedes       |
| Fernando Ríos          | Constituyente            | Territorial Guárico       |
| Víctor Trejo           | Constituyente            | Territorial Aragua        |
| Ramón Magallanes       | Constituyente            | Territorial Guárico       |
| José Millán            | Constituyente            | Territorial Nueva Esparta |
| Edith Cardona          | Constituyente            | Territorial Nueva Esparta |
| Víctor Ballesteros     | Constituyente            | Territorial Táchira       |
| Ana Brea               | Constituyente            | Territorial Falcón        |
| José Chacón            | Constituyente            | Territorial Táchira       |
| Jesús Guédez           | Constituyente            | Sector Trabajadores       |
| Guillermo Cedeño       | Constituyente            | Territorial Guárico       |
| Olga Álvarez           | Secretaria               |                           |
| César Tillero          | Asesor                   |                           |
| Luz Escarrá            | Asesora                  |                           |
| Zahidubys Hernández    | Asistente administrativo |                           |
| Jean Carlos Vallenilla | Asesor                   |                           |
| Jean Carlos Landaeta   | Asesor                   |                           |
| Joel Pérez Marcano     | Asesor                   |                           |
| José Gregorio Mendoza  | Asesor                   |                           |

## Controversias
Existió mucha controversia en torno a la constitucionalidad de su convocatoria. Uno de los puntos cuestionados era sobre si el presidente está facultado para convocar una Asamblea Nacional Constituyente (ANC). Parte de los juristas afines al gobierno afirmaban que el Ejecutivo sí estaba facultado por el artículo 348 de la Constitución. Otra parte de los expertos sostenía que el artículo 348 no faculta al presidente para convocar la ANC, solo le permite tener la iniciativa de tal proceso y que solo el pueblo tenía la potestad de convocarla, en virtud del artículo 347 constitucional. La mayoría de las encuestas de interés nacional afirmaron que una extensa mayoría de la población civil concordaba con dicha interpretación, y que por ello rechazaban la convocatoria ejercida por el presidente Maduro.
Otro punto controvertido fueron las bases comiciales del proceso que, según el artículo 2 del decreto 2830, eran "sectoriales y territoriales". Varios expertos en derecho, incluyendo la Federación de Colegio de Abogados de Venezuela, argumentaban que este aspecto violaba el principio de universalidad del voto consagrado en el artículo 63 de la constitución.
Dentro del Poder Público Nacional surgieron críticas y rechazos al proceso. La mayoría opositora dentro del Parlamento, Eustoquio Contreras, Germán Ferrer e Ivonne Tellez diputados por la coalición Gran Polo Patriótico en la Asamblea Nacional (AN), Luis Emilio Rondón rector del Consejo Nacional Electoral (CNE), Luisa Ortega Díaz fiscal general de la República, Danilo Antonio Mojica Monsalvo y Marisela Godoy magistrados del Tribunal Supremo de Justicia (TSJ), Gabriela Ramírez exdefensora del pueblo, mayor general Alexis López Ramírez secretario del Consejo de Defensa de la Nación (Codena) quien también presentó su renuncia, rechazaron la convocatoria con el argumento común de que tal proceso no fue convocado por el pueblo como lo establece el artículo 347 de la constitución y por el carácter sectorial y territorial de las bases comiciales planteados en el artículo 2 del decreto.  
El 7 de junio de 2017 la Sala Constitucional del TSJ dictó la sentencia 378 Archivado el 22 de marzo de 2019 en Wayback Machine. en donde decidió que el presidente estaba facultado para convocar una constituyente sin referendo consultivo previo, ya que él actuaba en nombre de la soberanía del pueblo:

El artículo 347, cuya interpretación se solicita, debemos necesariamente articularlo con el artículo 348, ambos del texto constitucional. En efecto, el pueblo de Venezuela es el depositario del poder constituyente originario y, en tal condición, y como titular de la soberanía, le corresponde la convocatoria de la Asamblea Nacional Constituyente. Pero la iniciativa para convocarla le corresponde, por regla general, a los órganos del Poder Público (el Presidente o Presidenta de la República en Consejo de Ministros; la Asamblea Nacional, mediante acuerdo de las dos terceras partes de sus integrantes; y los Concejos Municipales en cabildos, mediante el voto de las dos terceras partes de los mismos) quienes ejercen indirectamente y por vía de representación la soberanía popular. La única excepción de iniciativa popular de convocatoria es la del quince por ciento de los electores inscritos y electoras inscritas en el Registro Civil y Electoral.

De tal manera que, el artículo 347 define en quien reside el poder constituyente originario: en el pueblo como titular de la soberanía. Pero el artículo 348 precisa que la iniciativa para ejercer la convocatoria constituyente le corresponde, entre otros, al “Presidente o Presidenta de la República en Consejo de Ministros”, órgano del Poder Ejecutivo, quien actúa en ejercicio de la soberanía popular.

En los términos expuestos anteriormente, la Sala considera que no es necesario ni constitucionalmente obligante, un referéndum consultivo previo para la convocatoria de una Asamblea Nacional Constituyente, porque ello no está expresamente contemplado en ninguna de las disposiciones del Capítulo III del Título IX.
Extracto de la sentencia 378 de la Sala Constitucional del Tribunal Supremo de Justicia

Al día siguiente de conocida la decisión del Poder Judicial, la fiscal general de la República introdujo ante el TSJ un recurso de aclaratoria sobre la sentencia 378 Archivado el 22 de marzo de 2019 en Wayback Machine., donde solicita explicar cuatro puntos: Retroceso de derechos humanos, vigencia de la democracia participativa y protagónica, diferencia entre convocatoria e iniciativa de convocatoria a una ANC y modificación del texto constitucional sin aprobación del Pueblo.
En respuesta a estas controversias; el presidente Maduro anunció que haría la propuesta al CNE de convocar a un referéndum consultivo para la nueva constitución, alegando que una vez que los tentativos cambios sean anunciados, estos se someterían a unas elecciones aprobatorias, de manera que el pueblo apruebe o desapruebe una nueva constitución. La propuesta fue entregada por el comando de campaña Zamora 200 al CNE el 5 de junio.
El 8 de junio, Ortega Díaz interpuso ante la Sala Electoral del TSJ contencioso electoral de nulidad conjuntamente con amparo cautelar, y, subsidiariamente, medida cautelar innominada de suspensión de efectos de la Constituyente, solicitando la nulidad de las decisiones del Consejo Nacional Electoral relacionadas con la convocatoria a la ANC por considerar que el decreto presidencial no cumple con los extremos legales y argumentando que «el pueblo venezolano es quien tiene la potestad de realizar dicha convocatoria». Dicho recurso fue apoyado por el Foro Penal Venezolano, cuyo director Alfredo Romero, informó que la institución prestaría su plataforma para apoyar a los ciudadanos que se quisieran adherir al mismo. El 12 de junio la Sala Electoral del TSJ declaró como inadmisible el recurso interpuesto por la fiscal general, alegando que el amparo cautelar es inoficioso por la «inepta acumulación de pretensiones». Después de declarada la inadmisibilidad, dos tribunales de Nueva Esparta rechazaron otro recurso contra la Constituyente introducido por un grupo de ciudadanos del estado.
Según el Observatorio Electoral Venezolano, el Consejo Nacional Electoral obvió en su cronograma electoral 14 auditorías, varias etapas del proceso y se saltó 70 de 100 actividades previas a cualquier elección contempladas en la Ley Orgánica de Procesos Electorales (Lopre). Tras una denuncia formulada por los dirigentes opositores Diego Arria, María Corina Machado, Antonio Ledezma y Cecilia Sosa, la Sala Constitucional del Tribunal Supremo de Justicia de Venezuela en el exterior declaró el 25 de octubre la nulidad de la Asamblea Constituyente, solicitando su disolución y haciendo un llamado a su desconocimiento.
Entre las observaciones que se hicieron, para criticar su elección eran:
1. Irrespetan la base poblacional (1,1 %, Art. 186 CRBV) para la elección de representantes nacionales.
2. Irrespetan las magnitudes poblacionales de los municipios, igualando a uno los constituyentes por cada municipio, y a dos en los municipios capitales, sin soporte alguno en la Constitución.
3. Irrespetan el rango nacional del universo poblacional.
4. Irrespetan la representación proporcional acogiendo el sistema mayoritario de elección uninominal (con excepción de los municipios capitales y el municipio Libertador del Distrito Capital, que elige 7 constituyentes).
5. Inventan universos sectoriales controlados por la burocracia gubernamental y con registros de electores y electoras absolutamente no confiables.

Otra controversia resultó de la denuncia que hizo la empresa Smartmatic, que brindó soporte tecnológico a los comicios quienes se sintieron obligados a inflar los resultados en un millón de votantes la denuncia televisada en una entrevista en Londres a su director Antonio Múgica por parte del gobierno la presidenta del Consejo Electoral Tibisay Lucena calificó la denuncia de irresponsable y sin fundamento.

## Reacciones

### Internacionales

#### Países

Mapa de países que reconocieron los resultados de las elecciones de la ANC
Promotor Aprueban Rechazan

##### En contra
- Alemania: El vocero del Poder Ejecutivo de Alemania Steffen Seibert, rechazó en nombre del gobierno alemán la Asamblea Nacional Constituyente, así como la "ruptura del orden democrático" que supone su instalación".[153]
- Argentina: La administración de Mauricio Macri, la cual es una de las que más se oponen al gobierno chavista en los organismos internacionales, publicó un comunicado dando su posición sobre la elección de la ANC: "El Gobierno argentino lamenta que el Gobierno venezolano, desoyendo los llamados de la comunidad internacional, incluyendo el de los países del Mercosur, haya proseguido con la elección a una asamblea constituyente que no cumple con los requisitos impuestos por la Constitución de ese país".[154]
- Bélgica: El canciller Didier Reynders exigió respeto a los derechos humanos y a las libertades fundamentales de los venezolanos, además de convocar unas elecciones justas y libres.[155]
- Brasil: El gobierno de Brasil expresó que no reconocerá la Asamblea Constituyente: "La iniciativa del Gobierno Nicolás Maduro viola el derecho a sufragio universal, viola el principio de la soberanía popular y confirma la ruptura del orden constitucional en Venezuela".[156] El 23 de diciembre de 2017 el embajador de Brasil en Venezuela, Rui Carlos Pereira, fue declarado persona non grata a solicitud de la ANC.[157] Se envió comunicado a la contraparte diplomática quienes a su vez hicieron uso legítimo del derecho a reciprocidad, lo que fue considerado por Venezuela como un reconocimiento de facto de la existencia de la ANC.[158]
- Canadá: Canadá se unió a las denuncias y su ministra de Exteriores, Chrystia Freeland, condenó "la acción significativa y antidemocrática llevada adelante por el régimen venezolano" y lamentó las pérdidas humanas y la "escalada de violencia en el país". "A pesar de los repetidos pedidos de la comunidad internacional, Maduro y su gobierno decidieron tomar otro paso en el camino de la institucionalización del autoritarismo en Venezuela", señaló en un comunicado.[159] El 23 de diciembre de 2017 el encargado de negocios de Canadá en Venezuela, Craib Kowalik, fue declarado persona non grata a solicitud de la ANC.[157] Se envió comunicado a la contraparte diplomática quienes a su vez hicieron uso legítimo del derecho a reciprocidad, lo que fue considerado por Venezuela como un reconocimiento de facto de la existencia de la ANC.[158]
- Chile: El gobierno de Chile manifestó su "profunda decepción" por la "decisión ilegítima" de llevar a cabo la Constituyente en Venezuela "sin las más mínimas garantías para una votación universal y democrática, ni cumplir con los requisitos establecidos en la propia Constitución de ese país".[160]
- Colombia: El presidente Juan Manuel Santos declaró que su Gobierno no reconocería los resultados de la constituyente, por ser un proceso de origen espurio.[161]
- Costa Rica: Costa Rica aseguró que "no reconoce y considera nulo e ilegítimo el proceso y resultados de la Asamblea Nacional Constituyente en Venezuela".[162]
- España: El Ministerio de Asuntos Exteriores de España a través de la red social Twitter declaró: "España no reconocerá Asamblea Constituyente elegida hoy en Venezuela". Entre las razones de su decisión se expone: "la Asamblea resultante de la votación de hoy no representa la voluntad mayoritaria de los venezolanos, no tiene atribuidas conforme a la Constitución facultades legislativas que corresponden a la Asamblea Nacional y no es la solución a los graves problemas de confrontación política y crisis humanitaria que asolan al país".[163]
- Estados Unidos: El presidente Donald Trump amenazó aplicar sanciones económicas si el gobierno continuaba intentando implementar la Asamblea Constituyente, afirmando que «el pueblo volvió a dejar claro que apoya la democracia, la libertad y el estado de derecho» en referencia a la consulta nacional del 16 de julio.[164]
- Francia: El gobierno francés pidió al gobierno venezolano de "garantizar sus compromisos internacionales en materia de respeto de las libertades públicas", porque lo considera una "amenaza más para el país".[165]
- Guatemala: El gobierno de Guatemala dijo que no reconocerá a la Asamblea Constituyente: "Guatemala considera que la Asamblea Nacional Constituyente no podría simplemente sustituir a la actual Asamblea Legislativa".[166]
- Honduras: El presidente hondureño Juan Orlando Hernández pidió que se celebren elecciones democráticas en Venezuela para evitar que continúe el derramamiento de sangre.[167]
- Islandia: En un comunicado el gobierno de ese país dio a conocer que detuvo embarcaciones que contenían presuntamente armas para la represión destinadas a Venezuela, calificando a algunas instituciones venezolanas entre esas la ANC como "herramientas" para instaurar una dictadura por parte del gobierno de Nicolás Maduro.
- Israel: Benjamín Netanyahu, primer ministro de Israel, aseguró que las políticas del régimen han sumergido a Venezuela en una situación de tragedia.[168]
- Italia: Paolo Gentiloni, primer ministro Italiano declaró: "No reconocemos a la Asamblea Nacional Constituyente por considerarla ilegitima", e instó a las partes a buscar una solución para no llegar a una guerra civil.[169]
- Japón: El Ministerio de Asuntos Exteriores de Japón manifestó: “Japón deplora profundamente la actual situación política, económica y social en Venezuela y considera dicha situación como muy lamentable”.[170]
- Marruecos: La cancillería marroquí fustigó al gobierno venezolano a quien también catalogó como "última dictadura de latinoamérica" a respetar la democracia.[171]
- México: Enrique Peña Nieto, primer mandatario del país norteamericano, declaró que su país desconocería los resultados de la constituyente al mismo tiempo que insistía en una solución pacífica a los problemas de los venezolanos.[172]
- Panamá: El Presidente de Panamá también advirtió que desconocería cualquier resultado de la asamblea nacional constituyente impuesta por Nicolás Maduro, por los vicios en el proceso, especialmente por no haber realizado un referendo para la activación de dicho proceso como lo establece la Constitución de Venezuela.[173]
- Paraguay: El gobierno de Paraguay expresó, a través de un comunicado de la Cancillería, que no reconoce la convocatoria ni los resultados de las elecciones, que calificó de "ilegal" e inconstitucional.[163]
- Perú: Mediante comunicado manifestó: "Esta elección viola normas de la Constitución venezolana y contraviene la voluntad soberana del pueblo, representado en la Asamblea Nacional. También vulnera el principio de universalidad del sufragio y profundiza la fractura de la nación venezolana, rompiendo el orden democrático en ese país".[163]
- Portugal: El ministro de Asuntos Exteriores de Portugal, Augusto Santos Silva, al término de un evento público declaró que su país no reconocería la constituyente por considerarla un paso negativo, al mismo tiempo que añadió: «Es necesario el regreso a la normalidad constitucional, con pleno respeto de los poderes de los órganos electos, por la separación de poderes, y es un llamamiento muy vehemente de nuestra parte para que Las partes rechazan y renuncien a cualquier forma de violencia y se involucrar en un proceso político que resulte en un compromiso, el retorno a la normalidad constitucional en Venezuela y un calendario electoral que sea aceptado por todos.»[174]
- Reino Unido: El gobierno de Reino Unido consideró a Nicolás Maduro como "dictador de un régimen maligno"[175] y posteriormente ordenó el retiro de sus embajadores en Venezuela.[176]
- Suiza: El gobierno de Suiza pidió al gobierno de Nicolás Maduro no celebrar la Asamblea Constituyente "para no exacerbar las tensiones" y a respetar los poderes del estado: "Suiza apela al Gobierno venezolano a renunciar a la elección de la Asamblea constituyente prevista para el domingo. Ese proceso, cuya legalidad y legitimidad es muy cuestionado en Venezuela, exaspera las tensiones y las diferencias en el seno de la sociedad y tiene el riesgo de acelerar la espiral de la violencia".[177]
- Uruguay: El gobierno de Uruguay expresó: "El Gobierno de la República ha mantenido con firmeza el rumbo recomendado por la prudencia, la moderación y el escrupuloso respeto de la legalidad internacional aun a costa de las críticas que le reclamaban mayor indulgencia por una parte y mayor severidad, por la otra".[178] Sin embargo en comunicados posteriores ha rechazado las acciones que esta ha tomado, pues a su juicio considera "dificulta el no retorno de la democracia en Venezuela"
- Santa Sede: La Secretaría de Estado comunicó que la Santa Sede pide que "se eviten o se suspendan las iniciativas en curso como la nueva Constituyente que, más que favorecer la reconciliación y la paz, fomentan un clima de tensión y enfrentamiento e hipotecan el futuro".[179]

Para analizar la crisis de Venezuela, el 8 de agosto de 2017, en Lima (Perú) se efectuó una reunión con los cancilleres de 17 países del continente americano, cuya resulta fue un documento denominado la Declaración de Lima, la cual fue suscrita por 12 países en donde acuerdan, entre varios puntos, condenar la ruptura del orden democrático en Venezuela y desconocer la Asamblea Nacional Constituyente así como los actos emanados de esta por ser ilegítimos. En la reunión, el ministro de Relaciones Exteriores de Perú, Ricardo Luna, sentenció que la constituyente de Maduro representa el quiebre definitivo de la democracia en Venezuela, al mismo tiempo que calificó que en Venezuela hay una dictadura. La declaración fue suscrita por los representantes de Argentina, Brasil, Canadá, Colombia, Costa Rica, Chile, Guatemala, Honduras, México, Panamá y Paraguay.

##### A favor
- Bolivia: El mandatario Evo Morales calificó la votación de democrática, además mostró su apoyo a Nicolás Maduro.[183]
- China, uno de los socios comerciales más importantes de Venezuela, advirtió sobre la intervención de otros países en los asuntos internos de este país y consideró que la votación del 30 de julio transcurrió “en general de forma estable”. El ministerio chino de relaciones exteriores espera que oposición y gobierno “puedan tener un diálogo pacífico bajo la ley y resuelvan los asuntos relacionados con la organización para poder mantener la estabilidad del país y el desarrollo de la economía y la sociedad. China siempre sigue el principio de no intervenir en los asuntos internos de otros países y abogamos que entre naciones haya igualdad y respeto, sin injerir en temas internos”.[184][185]
- Cuba: El gobierno de Cuba acusó: "Estados Unidos dio el inicio de una operación orquestada a nivel internacional y dirigida por Washington para suprimir y silenciar al pueblo de Venezuela", posteriormente felicitó a Nicolás Maduro por los resultados favorables hacia su régimen en las elecciones de la constituyente.[186]
- Ecuador: La cancillería de Ecuador se pronunció al respecto: "El Ecuador respeta el derecho inalienable que tiene todo Estado a elegir su sistema político, económico, social y cultural, como una condición esencial para garantizar la convivencia pacífica entre las naciones y consolidación la paz".[187]
- El Salvador: El presidente Salvador Sánchez Cerén, felicito a la República Bolivariana de Venezuela por la elección de la asamblea.[188]
- Irán: La cancillería de Irán destacó el apoyo de su país al gobierno de Venezuela: "Irán espera que la celebración de las recientes elecciones en Venezuela lleve a la restauración de la paz y seguridad y que dé pie al inicio de diálogos en ese país", además acusó injerencia extranjera que intentaron "desestabilizar" las elecciones de la Asamblea Constituyente.[189]
- Nicaragua: El gobierno de Nicaragua dio las siguientes declaraciones: "Las victorias de Venezuela en su derecho soberano a escoger sus propios caminos son, también, victorias de todos".[190]
- Rusia: La cancillería de Rusia dio las siguientes declaraciones: "Esperamos que los actores regionales y de la comunidad internacional, que están dispuestos a no reconocer los resultados de las elecciones venezolanas e intensificar la presión económica sobre Caracas, muestren contención y renuncien a sus planes destructivos capaces de profundizar la división en la sociedad. Es necesario crear condiciones normales, incluidas externas, para que la Asamblea Constituyente pueda sentar las bases para una solución pacífica de las divergencias en la sociedad venezolana, conseguir la concordancia nacional, ejecutar reformas para el desarrollo y la prosperidad del Estado (venezolano) y el bienestar de todos sus ciudadanos".[191]
- Siria: La cancillería de Siria anunció que: "Siria felicita a la República Bolivariana de Venezuela, dirigencia, gobierno y pueblo, por el éxito que tuvieron las elecciones para conformar una Asamblea Constituyente".[192]

##### Neutrales
- Bahamas: Bahamas ha mantenido una postura neutral, pese a que votó a favor de buscar una resolución a la crisis venezolana en la OEA.
- Belice: El gobierno de este país ha optado por una postura mediadora pese a que votó a favor de buscar una resolución.
- Guyana: El gobierno de este país se ha abstenido de emitir alguna declaración rechazando o reconociendo la ANC, pese a que votó a favor de buscar una resolución a la crisis de Venezuela en la OEA.
- India: El primer ministro Narendra Modi, con posterioridad a la elección de la Asamblea Constituyente, decidió no asistir a la última cumbre del Movimiento de Países No Alineados, cuyo secretario general es Nicolás Maduro.[193]
- Jamaica: El gobierno jamaiquino no ha opinado al respecto, pese a que votó a favor de buscar una resolución para la crisis venezolana.
- República Dominicana: La cancillería de la República Dominicana expresó: "Entendemos que es muy preocupante la situación en Venezuela, y hoy vemos que han ocurrido otros hechos que también tienden a complicar más la situación que está pasando el pueblo venezolano".[194]

#### Organizaciones internacionales

##### En contra
- Unión Europea: La Unión Europea, a través de su portavoz Mina Andreeva, expresó estar preocupada por el "destino de la democracia" y que no reconocerá el resultado de la Asamblea Constituyente.[195]
- Organización de los Estados Americanos: El secretario general de OEA, Luis Almagro, indicó que «La conformación de la constituyente solo con supuestos representantes sectoriales, viola los principios fundamentales de igualdad política. Una Asamblea Constituyente convocada sobre la base de la discriminación política, violando la constitución y a medida del régimen es en sustancia y forma antidemocrática, porque se ha usurpado el poder del pueblo».[196]
- Mercosur: Los integrantes del Mercosur, de forma unánime, aplicaron a Venezuela la cláusula democrática del Protocolo de Ushuaia sobre Compromiso Democrático por “ruptura del orden democrático”, ampliando de forma indefinida su suspensión de la organización.[197]
- Unasur: El organismo expresó: "Los cancilleres de Unasur rechazan acciones ilegales del gobierno contra la institucionalidad democrática y reiteran su respaldo al pueblo".[198]
- Centro Carter: El Centro Carter observó con preocupación los eventos en Venezuela en los últimos días, condenando la elección a una Asamblea Nacional Constituyente debido a que «La jornada electoral se llevó a cabo en completa ausencia de integridad electoral, demostrando gravísimos problemas tanto de legitimidad como de legalidad y procedimiento» y exhortó a las fuerzas políticas a «restaurar la confianza perdida por su intento de instalar instituciones paralelas divisivas».[199]
- Internacional Socialista: El Congreso Mundial de la Internacional Socialista (IS) reunido en pleno en la sede de la ONU, aprobó de manera unánime una resolución en la que se condena el deterioro de la democracia en Venezuela y se exige a Nicolás Maduro que retire su propuesta de una Constituyente.[200]
- Unión Interparlamentaria: La UIP en un comunicado oficial expresó su preocupación por la creciente crisis que atraviesa el país; además de exigirle al presidente venezolano a respetar la Constitución y sólo reconociendo a la Asamblea Nacional como su único poder legislativo.[201]

##### A favor
- ALBA: El ALBA acusó la existencia de injerencia política extranjera en Venezuela por las sanciones de Estados Unidos en respuesta a las elecciones generales de la Asamblea Constituyente.[202]
- Movimiento de Países No Alineados: El MNOAL felicitó al gobierno de Nicolás Maduro por su victoria en las elecciones generales de la Asamblea Constituyente.[203]
- Organización de Solidaridad de los Pueblos de África, Asia y América Latina: La OSPAAAL felicitó al gobierno de Venezuela por los resultados beneficiosos hacía ellos: "Las elecciones para la Asamblea Nacional Constituyente demostraron una vez más la naturaleza democrática y transparente del sistema electoral bolivariano, y han dado al mundo una contundente señal de que la voluntad de la mayoría absoluta del pueblo venezolano defiende la continuidad del proceso bolivariano y la construcción de una Patria soberana".[204]

##### Neutrales
- Naciones Unidas: La portavoz de la  Oficina del Alto Comisionado de las Naciones Unidas para los Derechos Humanos, Ravina Shamdasani manifestó que «Cualquier proceso constitucional, cualquier reforma que sea propuesta por el presidente u otros solo pueden tener éxito y producir resultados duraderos si son transparentes e incluyen todas las opiniones políticas y sociales y si abrazan los elementos esenciales de la democracia y buscan proteger los derechos humanos y las libertades fundamentales».[205]
- Comunidad del Caribe: Los miembros de la Caricom expresaron su "preocupación" y "condena" por la escalada de violencia en especial durante las elecciones de la Asamblea Constituyente: "Hay que unirse para condenar la violencia, venga de donde venga y no debemos, por ello, retrotraernos de usar nuestros vínculos estrechos para empujar a todas las partes a adoptar la opción del diálogo, que redundará en beneficio de los venezolanos".[206] Además aclararon que no interferirán en las decisiones internas de Venezuela.[207]

### Nacionales

#### A favor
- Poderes Públicos: La mayoría de los poderes: Ejecutivo, Judicial, Electoral y Moral avalaron el llamado a una Asamblea Constituyente exceptuando el Legislativo y una rama del Moral (Ministerio Público).
- Fuerza Armada: El componente militar del país, la FANB apoyó al proceso de convocatoria de una Asamblea Nacional Constituyente.

#### En contra
- Poderes Públicos: Tanto el poder legislativo representado por la Asamblea Nacional, una rama del poder moral representada por la Fiscalía General y dos magistrados del Tribunal Supremo de Justicia, manifestaron su rechazo a la ANC por considerarla "ilegítima".
- Henrique Capriles, en nombre de la Mesa de la Unidad Democrática aseguró que no participaría en la asamblea al considerarla «fraudulenta».[208]
- La Conferencia Episcopal Venezolana en un comunicado dijo que «los temas presentados por el presidente de la república para apoyar su propuesta no apuntan a resolver los graves problemas que aquejan a los venezolanos, sino a prolongar la permanencia de su gobierno en el poder».[209]
- El Consejo Evangélico de Venezuela (CEV) emitió un comunicado donde dice que la constituyente «deja de lado a un sector de la población venezolana que también forma parte del pueblo soberano; atentando no solo contra la voluntad popular, sino que además se trata de aplicar una sectorización de la base poblacional sin sustentos legales en la constitución».[210]
- Federación Nacional de Colegios de Abogados de Venezuela: Los Colegios de Abogados de 21 estados del país y la Federación Nacional de Colegios de Abogados de Venezuela suscribieron un pronunciamiento donde criticaron la falta de independencia y autonomía del TSJ en referencia a la serie de sentencias en contra de la Asamblea Nacional, además de que advirtieron acciones legales a nivel nacional e internacional en contra de la constituyente por ser violatoria del principio de universalidad del voto respecto de las bases comiciales de la misma.[211]
- Los presidentes del Colegio de Ingenieros de Venezuela, Colegio Nacional de Periodistas (CNP),[212] Federación Nacional del Transporte (FVT),[213] Federación de Consejos Comunales y Comunas (Fenacomunal),[214] Federación Médica Venezolana, Federación de Licenciados de Administración, Colegio de Veterinarios, Impre-Médico, Colegio de Internacionalistas de Venezuela, Federación de Farmacéuticos, Asociación de Consultores Políticos (Aveconpol),[215] Cámara Venezolana de la Industria de la Construcción y Federación de Nutricionistas y Dietistas realizaron una asamblea donde de manera unánime rechazaron la convocatoria de Nicolás Maduro a una asamblea nacional constituyente, alegando que el presidente no está facultado para realizar tal convocatoria sino el Pueblo.[216]
- Fedecámaras: La Federación de Cámaras y Asociaciones de Comercio y Producción de Venezuela (Fedecámaras) reiteró su rechazo a la Asamblea Nacional Constituyente impulsada por el Gobierno Nacional por considerarla inconstitucional e innecesaria.[217]
- Consecomercio, Conseturismo y Conindustria: El Consejo Nacional de Comercio (Consecomercio) emitió un comunicado para rechazar la propuesta del Gobierno Nacional a una Asamblea Nacional Constituyente, ya que a su juicio, no será elegida bajos criterios democráticos.[218] Mientras la Confederación Venezolana de Industriales (Conindustria) exhortó al gobierno a cumplir con lo establecido en la Constitución y exigió la apertura de mecanismos para la celebración inmediata de elecciones.[219] Lo mismo exigió el Consejo de turismo (Conseturismo).[220]
- Fedeagro y Fedenaga: El gremio ganadero y agrícola emitió un comunicado en el que se solicita la suspensión de la elección de una Asamblea Nacional Constituyente.[221]
- Personalidades venezolanas: Una gran cantidad de celebridades del mundo del espectáculo emitieron mensajes rechazando la instalación de una Asamblea Nacional Constituyente, entre los más destacados: el beisbolista Miguel Cabrera, el director de la Orquesta Sinfónica de Venezuela Gustavo Dudamel, el futbolista Juan Arango, el cantautor Miguel Ignacio Mendoza "Nacho", entre otros.

## Desconocimiento
Más de 40 países han declarado que no reconocerían a la Asamblea Nacional Constituyente. La Unión Europea y la Santa Sede tampoco reconocieron la legitimidad de la Asamblea. Después del establecimiento de la ANC, Argentina, Colombia, Francia Perú, y los Estados Unidos han caracterizado al gobierno venezolano como una dictadura. Los aliados del presidente Nicolás Maduro, tales como Bolivia, Cuba, El Salvador, Nicaragua, Rusia y Siria, rechazaron la injerencia externa en las políticas venezolanas, felicitaron al presidente y reconocieron los resultados de las elecciones.
El 26 de marzo de 2018 a la delegación de la Asamblea Constituyente se le rechazó la entrada a la sesión de la Unión Interparlamentaria que se desarrollaba en Ginebra, Suiza. A la delegación de la Asamblea Nacional se le permitió la entrada como representación legítima; la vicepresidenta del comité de derechos humanos de la Unión Interparlamentaria y líder de la delegación de la Asamblea Delsa Solórzano publicó la lista de los representantes en la reunión, en la cual no figuraba la delegación de la Constituyente.
Delegación de Constituyentes rechazados
- Elvis Amoroso
- Tania Díaz
- Darío Vivas
- Saúl Ortega
- y los embajadores César Méndez y Jorge Valero

## Disolución
Durante su gestión, tres años de instalada la Asamblea Constituyente de 2017, no se discutió ni se aprobó ningún proyecto de reforma y su objetivo principal fue bloquear el ejercicio de la Asamblea Nacional de mayoría opositora; culminó su periodo el 18 de diciembre de 2020 descartando tal reforma. Su existencia fue considerada ilegal e inconstitucional y estuvo conformada por 545 miembros, todos pertenecientes al partido del gobierno sin la participación de partidos opositores. Estuvo integrada por cuatro veces más diputados y su periodo duró doce veces más tiempo que la Asamblea Nacional Constituyente de 1999. El organismo promulgó durante su vigencia 98 decretos, 84 acuerdos, 14 leyes constitucionales y 40 “actos de otra naturaleza”.
El día de su claudicación, desde el salón elíptico del parlamento el mandatario Nicolás Maduro arengó en la última sesión del órgano oficialista que “el objetivo fundamental de esta Asamblea Nacional Constituyente (...) era restablecer la paz de la república, la seguridad interna, la unión nacional y la estabilidad del país. Hoy puedo decir: Asamblea Nacional Constituyente, ¡misión cumplida!”, e informó que la ANC seguiría "vigilante" hasta finalizar el año. Por razones que adujeron los Constituyentes de continuidad político-administrativa, el  Secretario de la Asamblea Nacional Constituyente, Fidel Ernesto Vásquez se mantendrá activo al frente de esa responsabilidad y preservara documentación histórica de la misma para cualquier consulta que sea requerida por la Presidencia de la República hasta que sea convocada y designada una nueva Asamblea Nacional Constituyente.